# Thomas Dooley
Thomas Anthony Dooley, född 5 december 1961 i Bechhofen, Västtyskland, är en amerikansk-tysk fotbollstränare och före detta spelare. Han var mellan 2014 och 2018 förbundskapten för Filippinernas landslag.

## Spelarkarriär

### Klubblag
Thomas Dooley startade sin karriär som anfallare i tyska FK Pirmasens, innan han 1983 flyttade till FC 08 Homburg. Där tog han steget ner som mittfältare och hjälpte laget att gå från tredjeligan till Bundesliga 1986. Han skrev på för FC Kaiserslautern 1988 och var med om att vinna tyska cupen 1990 och Bundesliga 1991. Efter VM 1994 flyttade Dooley till Bayer Leverkusen och året efter till Schalke 04, där han vann UEFA-cupen 1997.
Under sommaren 1997 skrev Dooley på för MLS-klubben Columbus Crew där han kom att spela under tre säsonger. Säsongen 1997 och 1998 kom han med i årets lag. År 2000 blev Dooley bortbytt till MetroStars där han spelade en säsong innan han avslutade den aktiva karriären.

### Landslag
Thoams Dooley gjorde debut för USA:s landslag 30 maj 1992 mot Irland. Han blev omgående ordinarie och blev utsedd till årets spelare i USA 1993. Han spelade två VM-slutspel; 1994 och 1998, där han var lagkapten i den senare. Totalt spelade Dooley 81 landskamper och gjorde sju mål.

## Tränarkarriär
Efter att ha lämnat MetroStars så återvände Dooley till Tyskland för att bli tränare för FC Saarbrücken under 2002 och 2003.
Efter att ha lämnat Saarbrücken så dröjde det åtta år innan Dooley kom tillbaka till fotbollen då han blev utsedd till assisterande tränare under Jürgen Klinsmann för USA:s landslag.
I februari 2014 blev det klart att Dooley tar över som förbundskapten för Filippinernas landslag. Hans första test blev en vänskapsmatch som slutade 0-0 mot Malaysia. Under kvalet till VM 2018 besegrade Filippinerna bland annat Bahrain och Nordkorea och blev i april 2016 belönad med ett nytt två-års kontrakt.

## Meriter
FC 08 Homburg
- 2. Bundesliga: 1986

FC Kaiserslautern
- DFB-Pokal: 1990
- Bundesliga: 1991
- Tyska supercupen: 1991

Schalke 04
- UEFA-cupen: 1997

USA
- CONCACAF Gold Cup
  - Silver: 1993, 1998
  - Brons: 1996